# Csulak Lajos (vámhivatalnok)
Csulak Lajos (Szárazajta, 1851 – Budapest, 1938. június 25.) újságíró, bölcseletdoktor, a magyar királyi fővámhivatal árumintatermének őre. 

## Életútja
Csulak Sámuel és Szabó Judit fiaként született. Tanulmányait a sepsiszentgyörgyi és székelyudvarhelyi református kollégiumban végezte, ahol még egy évet mint jurátus töltött el. 1875-től a budapesti egyetemen a bölcseleti tanfolyamot hallgatta és 1879 őszén bölcseletdoktorrá avatták. 1880-ban az állam szolgálatába lépett és a budapesti magyar királyi fővámhivatallal kapcsolatban levő árumintaterem gondozásával és a vizsgára készülő tisztviselők oktatásával bízta meg a minisztérium. Fővámházi főtisztként az ott előforduló kémiai munkálatokat is végezte. Felesége Jakabházy Róza volt, akivel 1883. október 6-án kötött házasságot Budapesten, a Kálvin téri református templomban.
Mint egyetemi hallgató írt napi érdekű közleményeket a Nemere számára; később a Gyógyszerészi Hetilapba dolgozott (1881. A vegytan elméletének vázlata; 1882. A rokon vegyületek előállítására szolgáló alapeszmék és módszerek; 1883. A természet vegytana s 1884-90. A kefirről és több polemikus cikk); ez idő alatt írt még a Gyógyszerészi Zseb-Naptárba (Hajfestő szerekről, Robbantó testekről. Fertőtlenítés és fertőtlenítő szerekről sat.); a rövid ideig élt Vámtudósítóban is jelentek meg cikkei.

## Munkái
- A nitrosylsav-vegyületekről. Budapest, 1879. (Doktori dissertatio; kivonatban az Értekezések a Term. Tud. Köréből X. 12.)
- Áruisme vagyis utmutatás a vámtarifában megnevezett, továbbá a forgalomban gyakrabban előforduló technologiai vegyészeti áruk megvizsgálásához. Budapest, 1888.
- Kommentár a Magyar gyógyszerkönyv 2. kiadásához. (Schédy Sándorral együtt.) I. kötet. Budapest, 1891. (Általános kémiai rész; majdnem kizárólag az ő műve.)